# Gestión de infraestructuras asistida por computadora
La gestión de infraestructuras asistida por computadora u ordenador (CAFM del inglés Computer Aided Facility Management) es el apoyo de las tecnologías de la información al Facility management; la información sobre las instalaciones, activos y espacios son el centro de atención. Las herramientas CAFM son llamadas software CAFM, aplicaciones CAFM o sistemas CAFM.

## Evolución del software CAFM
La Asociación Internacional de Facility Management (IFMA) define el Facility management como la práctica de coordinar el entorno físico del espacio de trabajo con el personal y desempeño de actividad de la organización. Como tal, el Facility Management ha sido desarrollado desde el inicio de la actividad empresarial, ya identificado como una disciplina propia o no. 
La creación del IFMA en 1980 fue un paso significativo en la profesionalización de la disciplina. La IFMA clasifica las responsabilidades del gestor de edificios en las siguientes áreas funcionales:
- Planificación a largo plazo
- Adquisición o venta de activos inmobiliarios
- Especificaciones de trabajo, instalaciones y gestión de espacios
- Planificación y diseño arquitectónico
- Nuevas construcciones y renovación
- Mantenimiento y gestión de la explotación
- Integración de telecomunicaciones, seguridad y otros servicios administrativos

La gestión de infraestructuras asistida por computadora evolucionó a finales de 1980 gracias a la expansión del PC para automatizar los procesos de recolección de información relativa a los activos e instalaciones de una entidad. Los sistemas CAFM ofrecen una serie de herramientas que permiten recopilar información del entorno. Tradicionalmente, los sistemas CAFM mantienen y realizan un seguimiento de:
- Información de alquileres y propiedades
- Características y uso del espacio
- Datos sobre ocupación del espacio
- Activos del espacio de trabajo (mobiliarios y equipos)
- Continuidad del negocio e información sobre seguridad
- Información sobre LAN y telecomunicaciones

Aunque los sistemas CAFM ofrecen beneficios reales y su uso ha crecido a lo largo del tiempo, su valor está limitado por su inhabilidad para distribuir información más allá del ámbito del Facility Management. En consecuencia, muchas soluciones CAFM han quedado relegadas como herramientas de productividad personal, o en el mejor de los casos, herramientas departamentales.